# 에르사

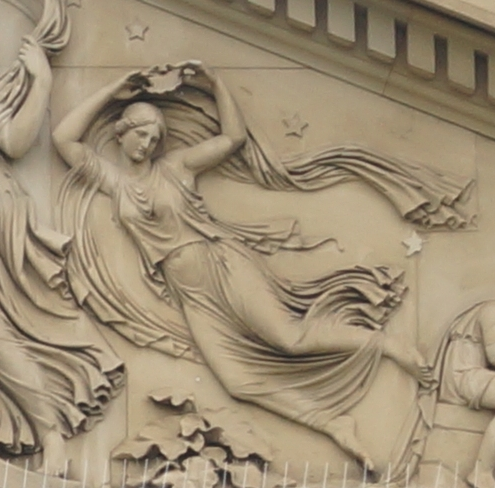

에르사 또는 헤르사는 그리스 신화에서 이슬의 여신으로, 제우스와 에오스의 딸이다.